# Airexpo

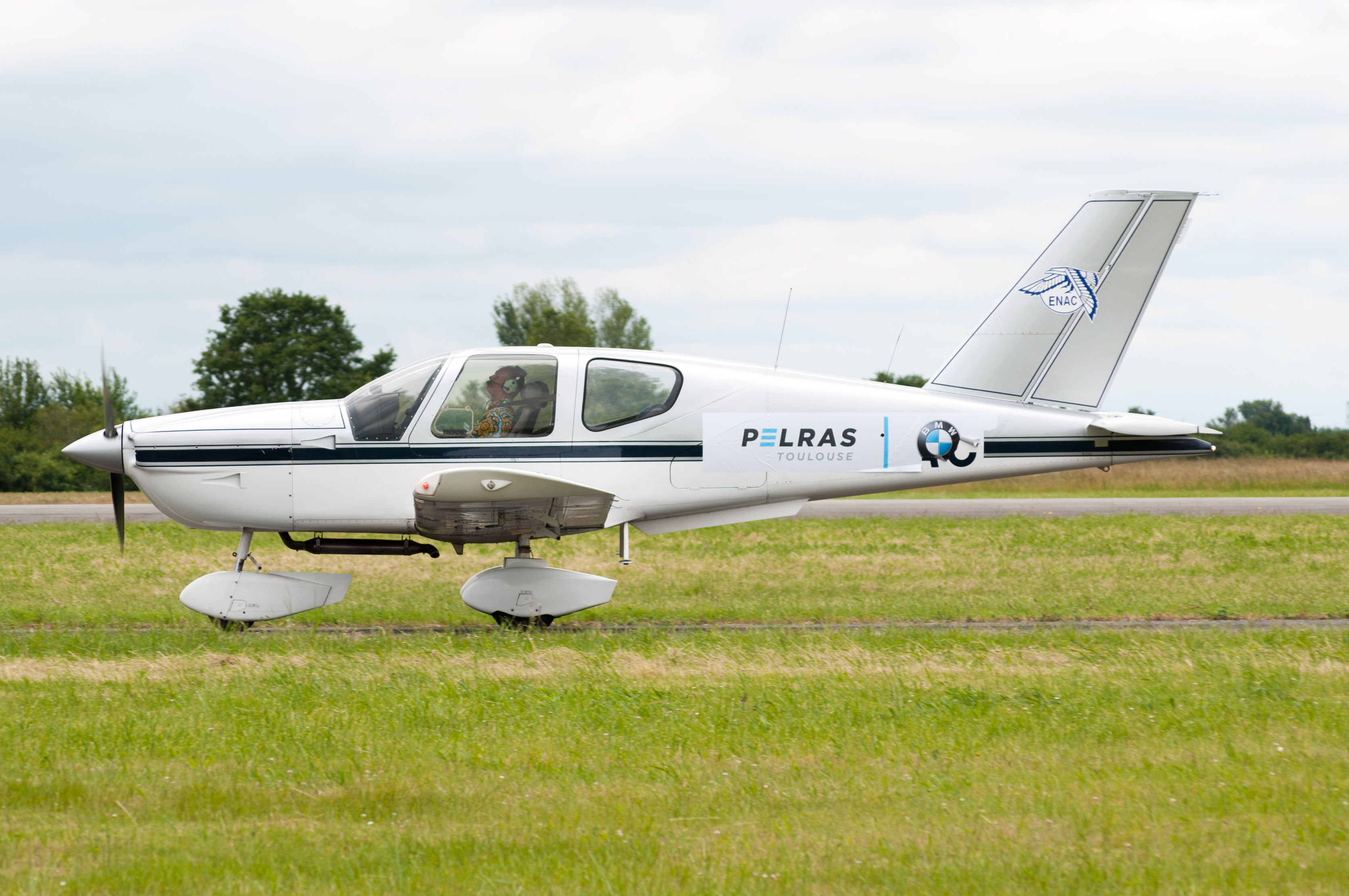
Airexpo 2014

Airexpo – francuskie pokazy lotnicze, odbywające się corocznie od 1987 roku w rejonie Tuluzy, na lotnisku Muret-Lherm. To wyjątkowe pokazy lotnicze na świecie, bo jedyne w całości organizowane przez studentów. Airexpo jest faktycznie organizowane przez współpracę studentów pierwszego roku inżynierii z ENAC (École nationale de l’aviation civile) oraz ISAE-SUPAERO (Institut supérieur de l’aéronautique et de l’espace). Airexpo to trzecie najważniejsze pokazy lotnicze we Francji, po Międzynarodowy Salon Lotniczy w Paryżu oraz La Ferté-Alais.